# Frătești (okręg Ardżesz)
Frătești – wieś w Rumunii, w okręgu Ardżesz, w gminie Albota. W 2011 roku liczyła 64 mieszkańców.